# مقاطعة إيرلي (جورجيا)

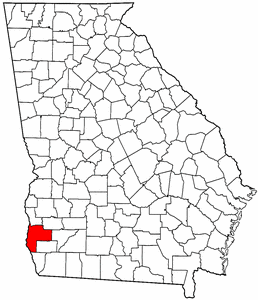
خارطة مقاطعة إيرلي في ولاية جورجيا

مقاطعة إيرلي (بالإنجليزية: Early County)‏ هي إحدى المقاطعات في ولاية جورجيا في الولايات المتحدة الأمريكية.